# Karel Hromádka
Karel František Jiří Hromádka, född 23 maj 1905 i Prag, Österrike-Ungern (nuvarande Tjeckien), död 30 mars 1978 i Tallahassee, Florida, USA, var en tjeckisk ishockeyspelare. 
Hromádka var med i det tjeckoslovakiska ishockeylandslaget som kom på delad femte plats vid olympiska vinterspelen 1928 i Sankt Moritz och på fjärde plats vid olympiska vinterspelen 1936 i Garmisch-Partenkirchen.